# Toy-Box
Toy-Box (engelsk for "legetøjskasse") er et dansk eurodance band, som var aktivt i perioden 1995-2003 og igen fra 2011. Toy-Box består af Amir El-Falaki og Aneela Mirza. Mirza blev født den 8. oktober 1974 i Hillerød, Danmark til en halv-pakistansk og halv-iransk mor og en indisk far til iranske herkomst. Mirzas forældre mødtes for første gang i Indonesien, før de kom til Danmark. Amir El-Falaki blev født den 12. august 1973 i København, Danmark til de marokkanske forældre. Aneela har forsøgt at starte en solokarriere efter ToyBox.

## Udbredelse og popularitet
Selvom Toy-Box generelt betragtes et "one hit wonder" band, havde de flere hits, såsom "Tarzan & Jane", "The Sailor Song", "Teddy Bear" og "Best Friend" fra deres første album FanTastic (1999). Albummet solgte over 75.000 eksemplarer i Danmark, og 500.000 eksemplarer på verdensplan.
Toy-Box var populær i en periode, hvor eurodance styrede hitlisterne i Europa, samt andre dele af verdenen. De blev populære i 1999, umiddelbart efter, at Aqua løb ind i problemer med Mattel om "Barbie Girl"-sangen.
Eurodancen-feberen var dog ved at dø ud i 2000, hvor Hip Hop- og rap-musik begyndte at overtage. Toy-Box kom tilbage med albummet Toyride i 2001, men det fik ikke nogen stor succes. Aneela fortsatte som eurodance artist, mens Amir blev danselærer i København og medvirkede i Dansk Melodi Grand Prix 2007, hvor han sammen med Julie Lund sang sangen "Merhaba" der dog ikke kom længere end 2. semifinale.[kilde mangler]

### Comeback
I november 2011 meddelte Anila at Toy-Box var i gang med at indspille et tredje album til udsendelse i 2012.

## Diskografi

### Album
- FanTastic (1999)
- ToyRide (2001)

### Diskografi
| 1998                                                                           | "Tarzan & Jane"   | 41 | 28 | 2 | 37 | 2  | 3  | 27 | 34 | 8  | —  | Fantastic |
| 1999                                                                           | "Best Friend"     | 39 | —  | 6 | —  | 1  | 13 | —  | —  | 23 | 41 | Fantastic |
| 1999                                                                           | "The Sailor Song" | —  | —  | — | —  | 9  | —  | —  | —  | —  | —  | Fantastic |
| 1999                                                                           | "Teddybear"       | —  | —  | — | —  | —  | —  | —  | —  | —  | —  | Fantastic |
| 2001                                                                           | "Superstar"       | —  | —  | — | —  | 41 | —  | —  | —  | —  | —  | Toy Ride  |
| 2001                                                                           | "www.girl"        | —  | —  | — | —  | 35 | —  | —  | —  | —  | —  | Toy Ride  |
| "—" denotes a title that did not chart, or was not released in that territory. |                   |    |    |   |    |    |    |    |    |    |    |           |